# Bataille de Masan
Guerre de Corée
Batailles
Bataille du périmètre de Busan :

Août :
- Masan
- Massacre de Bloody Gulch
- Battle Mountain
- Nakdong (1re)
- Pohang
- Daegu
- Bowling Alley
- Massacre de la colline 303

Septembre :
- Grande offensive du Nakdong
- Gyeongju
- Tabu-dong
- Ka-san
- Nakdong (2e)
- Yongsan
- Haman
- Rivière Nam

Contexte :
- Ordre de bataille
- Logistique

La bataille de Masan est un engagement entre les forces des Nations unies et de Corée du Nord lors de la Guerre de Corée qui se déroule du 5 août au 17 septembre 1950.

## Contexte

### Déclenchement du conflit

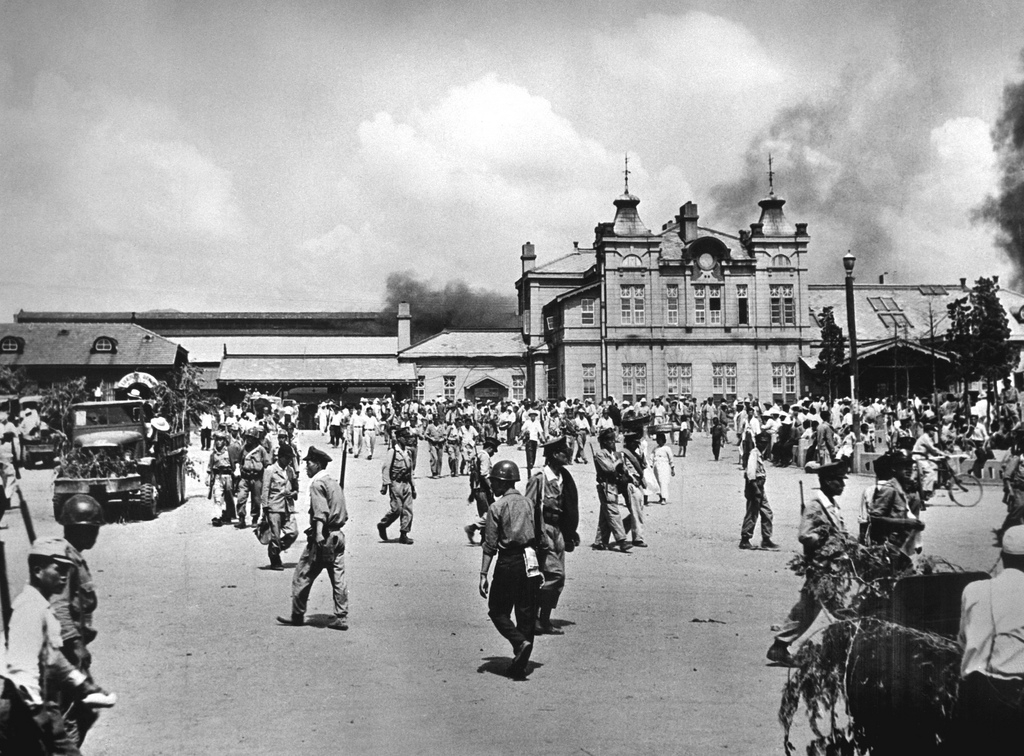
Le retrait des troupes américaines de Daejeon, 19-21 juillet 1950.

Après le déclenchement de la guerre de Corée, l'Organisation des Nations unies décide d'engager des troupes à l'appui de la République de Corée (Corée du Sud), qui vient d’être envahi par la République démocratique populaire de Corée (Corée du Nord). Les États-Unis envoient des forces terrestres dans la péninsule coréenne dans le but de riposter à cette invasion nord-coréenne et empêcher l'effondrement de la Corée du Sud. Cependant, les forces américaines en Extrême-Orient sont en baisse constante depuis la fin de la Seconde Guerre mondiale, cinq ans plus tôt, et les forces les plus proches se résument à la 24e division d'infanterie de la 8e armée américaine, dont le quartier général se trouve au Japon. La division est en sous-effectif et la plupart de ses équipements sont obsolètes en raison des réductions des dépenses militaires. Malgré cela, la 24e division d'infanterie mécanisée est envoyée en Corée du Sud.
La 24e division d'infanterie mécanisée est la première unité américaine envoyée en Corée. Elle a pour mission d’encaisser le choc initial de la poussée nord coréenne et de retarder ses unités afin de gagner du temps et permettre aux restes des troupes d'arriver. La division est par conséquent seule pendant plusieurs semaines à tenter de retarder les Nord-Coréens afin de permettre à la 7e division d'infanterie, la 25e division d'infanterie, la 1re division de cavalerie, et aux autres unités de la 8e armée de se mettre en position. 
Des éléments avancés de la 24e division d'infanterie (la Task-Force Smith) sont sévèrement battus à la bataille d'Osan le 5 juillet, premier affrontement entre les forces américaines et nord-coréennes. Dans le premier mois suivant la défaite de la Task Force Smith, la 24e division d'infanterie est battue à plusieurs reprises et forcée de se replier au sud par les forces nord-coréennes supérieures en nombre et en qualité d’équipement,. Les régiments de la 24e division d'infanterie sont systématiquement repoussés au sud dans les batailles autour de Chochiwon, Cheonan et Pyeongtaek. La 24e division d'infanterie arrête sa retraite à la bataille de Daejeon, au prix de sa quasi-destruction parvient à contenir les forces nord-coréennes jusqu'au 20 juillet. À cette date, les forces de la 8e armée sont à peu près égales aux forces nord-coréennes présentes dans la région, mais avec de nouvelles unités de l'ONU arrivant chaque jour.

### Avancée nord-coréenne

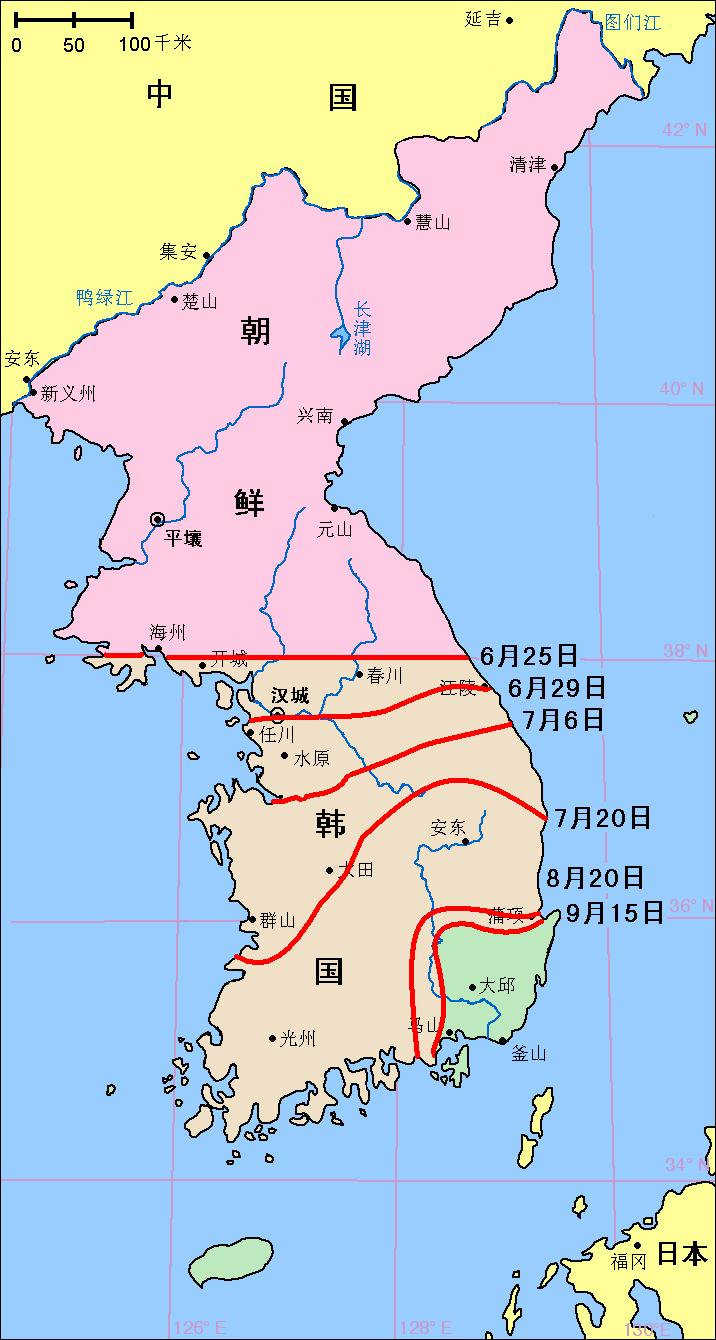
Carte de l'avancée nord-coréenne. Le périmètre de Busan apparaît en vert.

Après avoir pris Daejeon, les forces nord-coréennes commencent à manœuvrer autour du périmètre de Pusan dans une tentative d’encerclement. Les 4e et 6e division d'infanterie nord-coréennes progressent vers le Sud dans une large manœuvre de flanquement. Les deux divisions tentent d’encercler le flanc gauche de l'ONU, mais se dispersent dans la manœuvre. Elles avancent sur les positions de l'ONU, en repoussant de manière répétée les forces américaines et sud-coréennes.
Les forces américaines sont repoussées à plusieurs reprises avant de finalement freiner l'avancée nord-coréenne dans une série d’engagements au sud-est de la péninsule. Des éléments du 3e bataillon, du 29e régiment d'infanterie américain, nouvellement arrivés dans le pays, sont anéantis à Hadong dans une embuscade coordonnée (en) des forces nord-coréennes le 27 juillet, ce qui laissent un passage ouvert à ces derniers vers la zone de Busan,. Peu de temps après, Chinju à l'Ouest est prise, repoussant le 19e régiment d'infanterie et laissant toujours ouvert le passage vers Busan. Les unités américaines sont cependant en mesure de vaincre et de repousser les Nord-Coréens sur le flanc à la bataille de la Notch le 2 août. Les pertes très élevées contraignent les forces nord-coréennes à se retirer sur le flanc ouest pendant plusieurs jours pour se rééquiper et recevoir des renforts. Ce répit de plusieurs jours permet aux belligérants de se préparer à l'attaque sur le périmètre de Pusan,.